# Vabre e Tisac
Vabre e Tisac (en francès Vabre-Tizac) és un municipi francès situat al departament de l'Avairon i a la regió d'Occitània.

## Demografia
| 1962                                       | 1968 | 1975 | 1982 | 1990 | 1999 | 2006 |
| ------------------------------------------ | ---- | ---- | ---- | ---- | ---- | ---- |
| 452                                        | 561  | 545  | 536  | 492  | 415  | 428  |
| Des de 1962: població sense dobles comptes |      |      |      |      |      |      |

## Administració
| Període   | Identitat               | Partit |
| --------- | ----------------------- | ------ |
| 2001-2008 | Claude Tranier          |        |
| 2008-     | Nicole Andurand-Le Guen |        |

## Personatges il·lustres
- Gustave Garrigou, ciclista francès, vencedor del Tour de França de 1911